# Ingwiller
Ingwiller (deutsch Ingweiler) ist eine französische Gemeinde mit 4011 Einwohnern (Stand 1. Januar 2021) im Département Bas-Rhin in der Region Grand Est (bis 2015 Elsass).

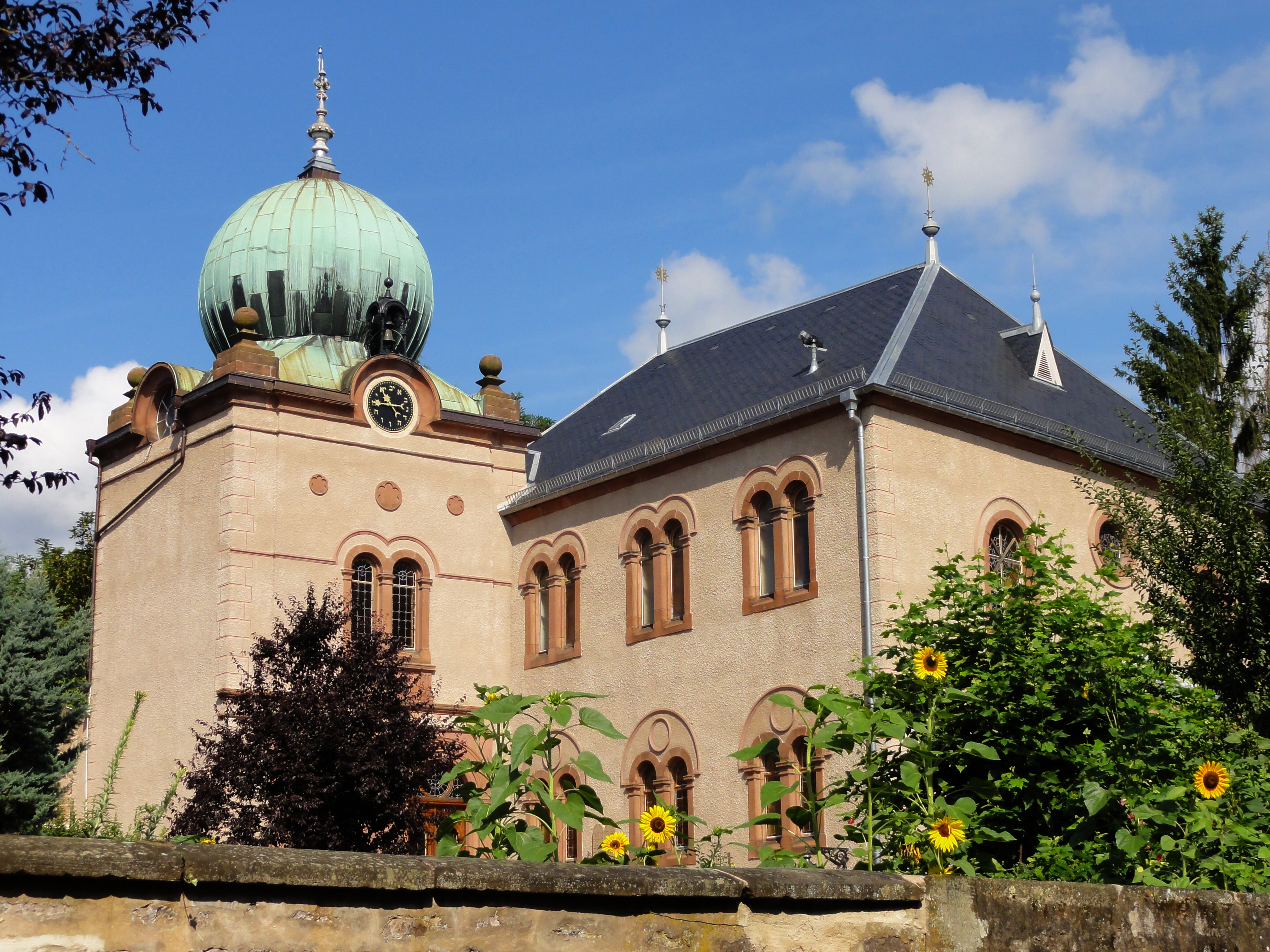
Synagoge

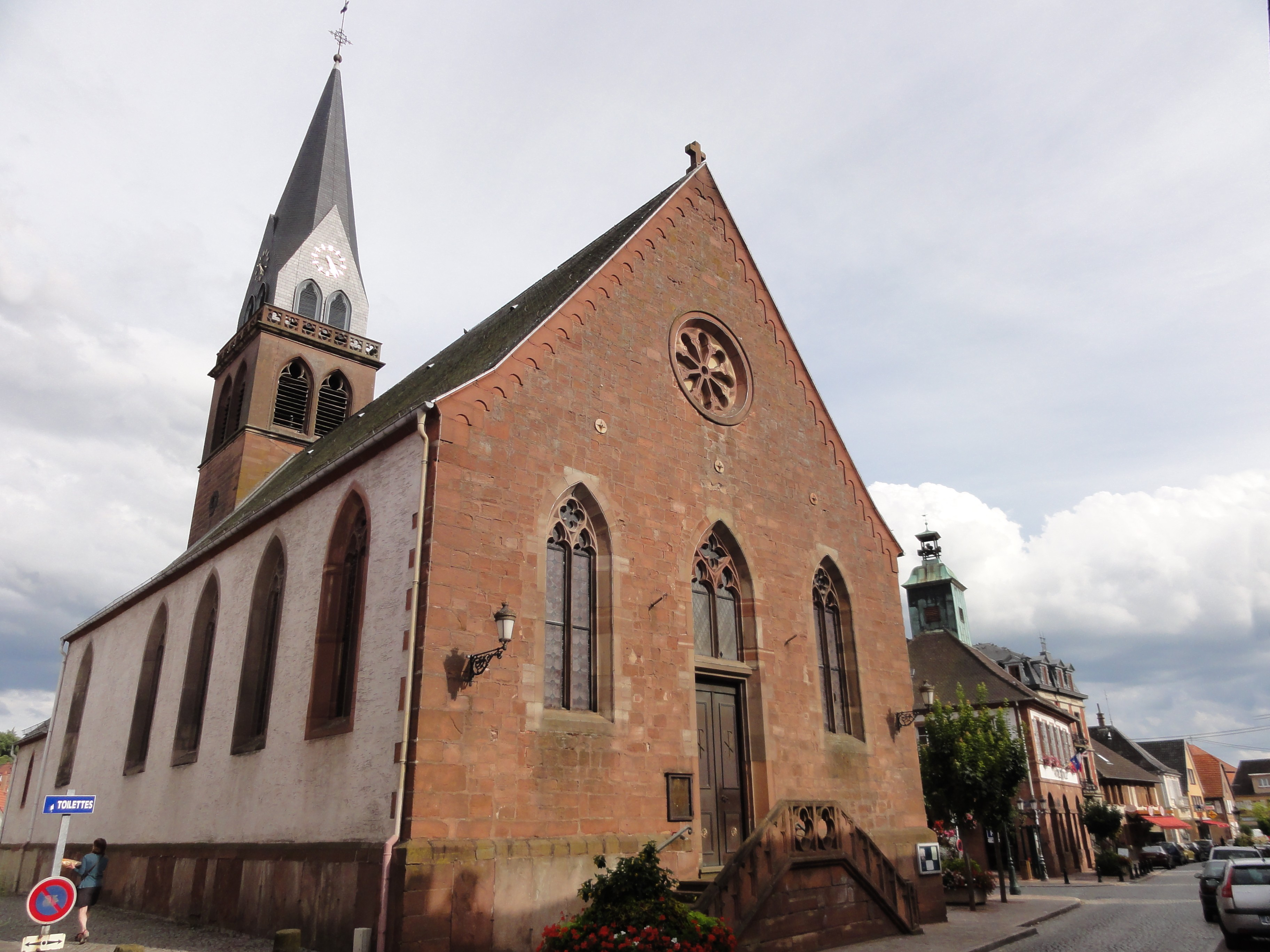
Evangelische Kirche

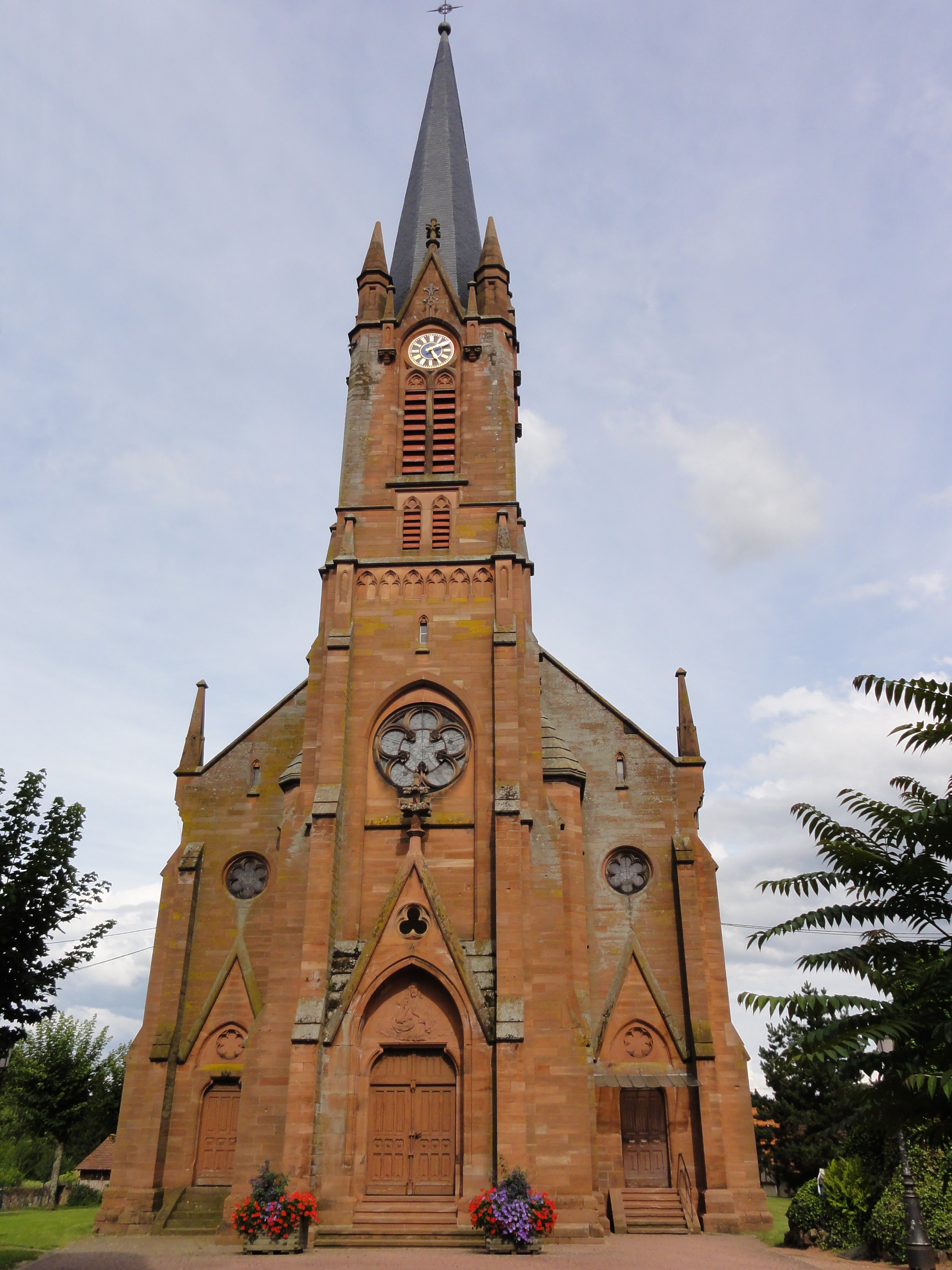
Katholische Kirche St. Maria-Magdalena

## Geographische Lage
Ingwiller liegt im Biosphärenreservat Pfälzerwald-Nordvogesen am Fluss Moder auf einer Höhe von 205 m, etwa acht Kilometer nördlich von Buchsweiler.

## Geschichte

### Mittelalter
Die älteste erhaltene urkundliche Erwähnung von Ingweiler, als Ingoniunilare, stammt aus dem Jahr 742. Weitere ältere Namensformen sind: 785 Ilununilare, 1175 Ingichwilre und 1178 in einer Bulle Papst Alexander III als Ingevilre. Ingweiler war ein Lehen des Bischofs von Metz an die Herren von Lichtenberg. Zu dem Lehen gehörten auch der Zoll und das Geleit von Straßburg zum Westrich. Ingweiler gehörte im 13. Jahrhundert zunächst zum Amt Buchsweiler der Herrschaft Lichtenberg. Als dieses Amt aufgrund verschiedener Erwerbungen zu umfangreich wurde, wurde daraus 1330 das Amt Ingweiler ausgegliedert. Die Stadt Ingweiler wurde für das Amt namensgebend und dessen „Hauptstadt“. Anlass für die Ausgliederung könnte eine interne Umstrukturierung gewesen sein, als es um 1330 zu einer ersten, 1335 zu einer zweiten Landesteilung zwischen den drei Linien des Hauses Lichtenberg kam. Ingweiler fiel dabei je zur Hälfte an Johann II. von Lichtenberg, aus der älteren Linie des Hauses, und an die Nachkommen des früh verstorbenen Johann III. von Lichtenberg, die die mittlere Linie des Hauses begründeten. Zugleich war Ingweiler Vorort der gleichnamigen Büttelei Ingweiler.
Auf Wunsch Simons von Lichtenberg erhob Kaiser Ludwig IV, der Bayer, 1345 Ingweiler zur Stadt und erteilte ihr das Stadtrecht von Haguenau, erlaubte den Einwohnern, ihre Stadt mit Mauern, Gräben und Zäunen zu umgeben und wöchentlich, am Freitag, einen Markt abzuhalten.
Nach dem Tod des letzten Lichtenbergers, Graf Jakob, wurde die Herrschaft geteilt und das Amt Ingweiler fiel zunächst an Zweibrücken-Bitsch.

### Frühe Neuzeit
Allerdings brachte 1570 ein weiterer Erbfall das Amt Ingweiler zur Grafschaft Hanau-Lichtenberg. Die Grafen von Hanau-Lichtenberg führten ab der Mitte des 16. Jahrhunderts die Reformation in ihrer Grafschaft ein, die nun lutherisch wurde. Neben dem Amt Ingweiler existierten um die Zeit des Westfälischen Friedens 1648 noch weitere zehn Ämter der  Herrschaft Hanau-Lichtenberg.
Durch die Reunionspolitik Frankreichs fielen um 1680 die im Elsass gelegenen Teile der Grafschaft Hanau-Lichtenberg unter die Oberhoheit Frankreichs, so auch das Amt und Stadt Ingweiler.
1736 starb mit Graf Johann Reinhard III. der letzte männliche Vertreter des Hauses Hanau. Aufgrund der Ehe seiner einzigen Tochter, Charlotte (* 1700; † 1726), mit dem Erbprinzen Ludwig (VIII.) (* 1691; † 1768) von Hessen-Darmstadt fiel die Grafschaft Hanau-Lichtenberg nach dort. Als Folge der Französischen Revolution fiel dann der linksrheinische Teil der Grafschaft Hanau-Lichtenberg – und damit auch Ingweiler – an Frankreich.

### Neuzeit
Nach Ende des Deutsch-Französischen Krieges 1870/71 nahmen 166 Bewohner der Stadt Ingwiller die Option des Frankfurter Friedens von 1871 wahr, französische Staatsbürger zu bleiben, was bedeutete, dass sie das Elsass in Richtung Frankreich verlassen mussten.
1940 wurde die Synagoge von Ingwiller durch Nationalsozialisten geplündert und demoliert. Die noch in Ingwiller lebenden jüdischen Einwohner wurden nach Südfrankreich deportiert. Yad Vashem zählt fünfunddreißig Bürger aus Ingwiller als Opfer des Holocaust.

### Demographie
| Jahr | Einwohner | Anmerkungen |
| ---- | --------- | --- |
| 1780 | –         | Städtchen mit 160 Feuerstellen (Haushaltungen), darunter 22 jüdische                                                |
| 1821 | 1999      | davon 1200 Evangelische, zehn Reformierte, 400 Katholiken und 389 Juden                                             |
| 1846 | 2212      | [ 13 ] |
| 1866 | 2229      | [ 14 ] |
| 1872 | 2248      | am 1. Dezember |
| 1880 | 2309      | am 1. Dezember, auf einer Fläche von 1796 ha, in 404 Häusern, davon 1374 Evangelische, 544 Katholiken und 391 Juden |
| 1885 | 2252      | [ 17 ] |
| 1890 | 2256      | in 419 Häusern mit 606 Haushaltungen, davon 502 Katholiken, 1430 Protestanten, ein sonstiger Christ und 322 Juden   |
| 1900 | 2378      | [ 18 ] |
| 1905 | 2446      | [ 13 ] |
| 1910 | 2447      | [ 13 ] [ 19 ] |

| 1962 | 1968 | 1975 | 1982 | 1990 | 1999 | 2006 | 2012 | 2017 |
| ---- | ---- | ---- | ---- | ---- | ---- | ---- | ---- | ---- |
| 3074 | 3257 | 3674 | 3900 | 3753 | 3847 | 4060 | 4242 | 4064 |

## Persönlichkeiten

### In Ingwiller geboren
- André Birmelé (* 1949), lutherischer Theologe
- Michel Bury (* 1952), Sportschütze
- Norbert Cohn (1904–1989), deutsch-jüdischer Jazzmusiker
- Régis Dorn (* 1979), Fußballspieler
- Jean-Georges Klein (* 1950), Koch, mit Michelin-Sternen ausgezeichnet
- Philippe Richert (* 1953), Politiker